# Palmetto (Amtrak)

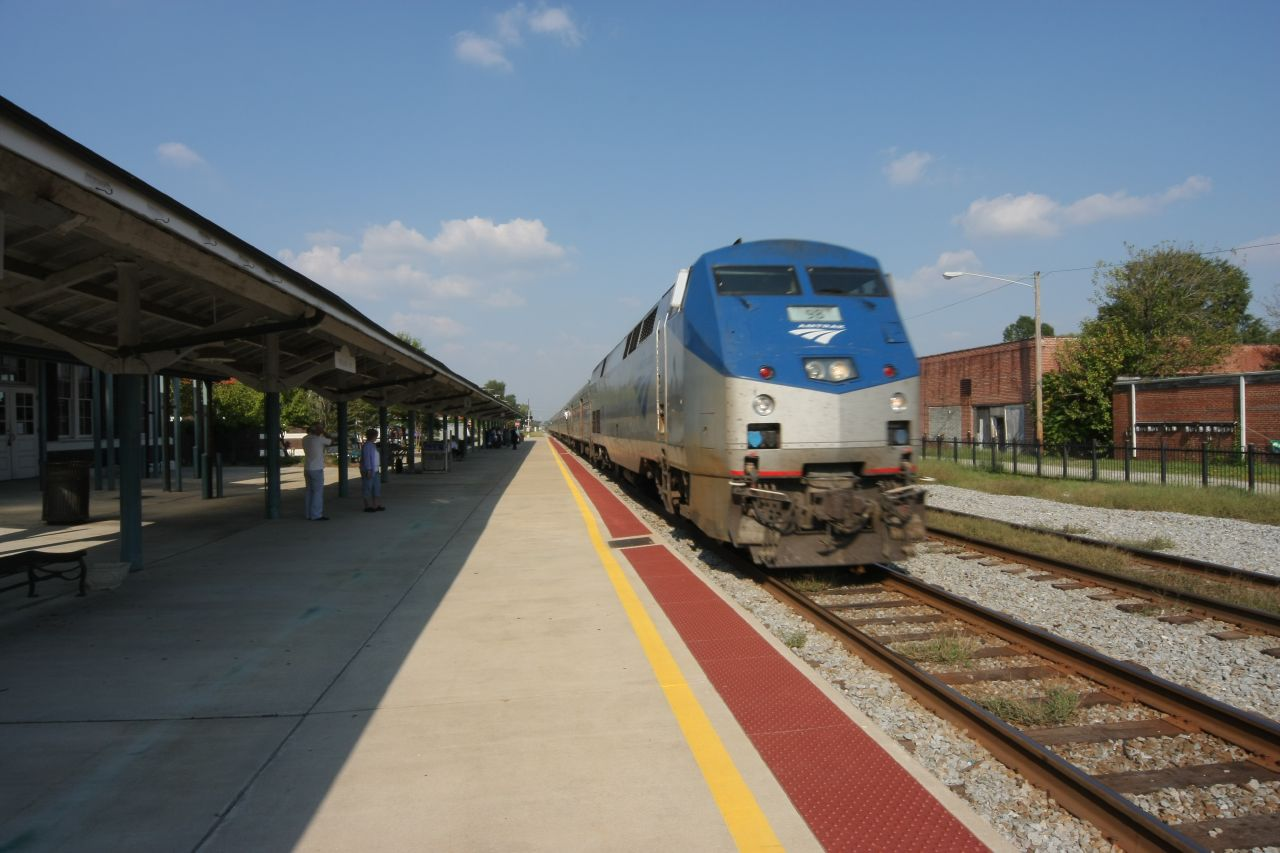
De Palmetto in Wilson, North carolina

De  Palmetto is een passagierstreinroute van de Amerikaanse treindienst Amtrak. De route is 1334 km lang en loopt van New York naar Savannah in Georgia. De Palmetto is de kortere versie van de Silver Meteor die naar Miami rijdt.

## Samenstelling van de trein
Tot heden bestaat de trein uit de volgende samenstellingen:
- HHP-8 of AEM7-locomotief (New York-Washington D.C.)
- P42 (Washington D.C.-Savannah)
- P42 (Washington D.C.-Savannah)
- Bagagewagon
- Slaapwagon
- Slaapwagon
- Restaurantwagon
- Amfleet II-café
- Amfleet II-coach
- Amfleet II-coach
- Amfleet II-coach
- Amfleet II-coach
- Amfleet II-coach

## Ongeluk
Op zondag 25 augustus 2007 brak er een brand uit in de motor van diesellocomotief 89 in Micro, North Carolina. Daardoor moesten alle 150 passagiers worden geëvacueerd. Er vielen geen gewonden.

## Lijst van stations
De Palmetto stopt op de volgende stations:
New York
- New York

New Jersey
- Newark
- Iselin
- New Brunswick
- Princeton Junction
- Trenton

Pennsylvania
- Philadelphia

Delaware
- Wilmington

Maryland
- Baltimore
- Linthicum
- New Carrollton

District of Columbia
- Washington Union Station

Virginia
- Alexandria
- Richmond Staples Mill Road
- Petersburg

North Carolina
- Rocky Mount
- Wilson
- Selma-Smithfield
- Fayetteville

South Carolina
- Dillon
- Florence
- Kingstree
- Charleston
- Yemassee

Georgia
- Savannah